# Bcl-2
Bcl-2（B-cell/CLL lymphoma 2）はヒトではBCL2遺伝子にコードされるタンパク質で、細胞死（アポトーシス）の阻害または誘導のいずれかを行うBcl-2ファミリーの最初に発見されたメンバーである。
Bcl-2の名称はB-cell/CLL lymphoma 2に由来し、濾胞性リンパ腫における14番染色体と18番染色体間の染色体転座に関与するタンパク質として2番目に記載されたメンバーであることを意味している。BCL2のオルソログ（マウスのBcl2など）は、全ゲノムデータが利用可能な哺乳類の多数で同定されている。
BCL3、BCL5、BCL6、BCL7A、BCL9、BCL10と同様、リンパ腫において臨床的に重要である。

## アイソフォーム
Bcl-2には2つのアイソフォーム（アイソフォーム1、2）が存在し、両者のフォールディングは同じである。しかし、これら2つのアイソフォームはBADやBAKタンパク質に対する結合能や、構造的トポロジー、結合が行われる溝の静電ポテンシャルが異なり、両者の抗アポトーシス活性には差異が存在することが示唆される。

## 正常な生理学的機能
Bcl-2はミトコンドリアの外膜に局在しており、そこで細胞の生存の促進とアポトーシス促進タンパク質の作用の阻害に重要な役割を果たす。通常、BaxやBakを含むBcl-2ファミリーのアポトーシス促進タンパク質は、ミトコンドリア膜に作用し、膜の透過性を高め、アポトーシスカスケードの重要シグナルとなるシトクロムcや活性酸素種の放出を促進する。これらのアポトーシス促進タンパク質はBH3-onlyタンパク質によって活性化され、Bcl-2と関連タンパク質Bcl-xLの機能によって阻害される。
さらに、Bcl-2の非典型的役割についても研究が行われている。Bcl-2はミトコンドリアのダイナミクスを調節することが知られており、ミトコンドリアの融合と分裂の調節に関与している。さらに膵臓のβ細胞では、Bcl-2とBcl-xLは代謝活性とインスリン分泌の制御に関与していることが知られており、Bcl-2/xLの阻害によって代謝活性が増加するが、活性酸素種の産生もさらに増加する。このことからは、Bcl-2/xLは代謝要求が高い条件下で代謝を保護する効果があることが示唆される。

## 疾患における役割
Bcl-2の遺伝子の損傷は、悪性黒色腫、乳がん、前立腺がん、慢性リンパ性白血病、肺がんを含む多数のがんの原因として同定されており、統合失調症や自己免疫疾患の原因となっている可能性もある。がん治療に対する抵抗性の原因でもある。

### がん
がんは、細胞成長と細胞死の間の恒常性の障害としてとらえることができる。抗アポトーシス遺伝子の過剰発現やアポトーシス促進遺伝子の発現低下によって、がんの特徴である細胞死の欠如がもたらされる。リンパ腫を例に挙げると、抗アポトーシスタンパク質Bcl-2のリンパ球での過剰発現だけではがんは引き起こされない。しかし、Bcl-2のとがん原遺伝子であるmycの過剰発現が同時に起こると、リンパ腫を含むアグレッシブB細胞悪性腫瘍が生じる可能性がある。濾胞性リンパ腫では14番染色体と18番染色体間の染色体転座（t(14;18)）が一般的に生じており、それによって18番染色体のBcl-2の遺伝子は14番染色体の免疫グロブリン重鎖の遺伝子座に隣接して置かれることとなる。この融合遺伝子は調節を受けず、Bcl-2が過剰に高いレベルで転写される。これによって細胞のアポトーシス傾向が低下する。Bcl-2の発現は小細胞肺がんでも頻繁に生じており、ある研究では症例の76%にのぼる。

### 自己免疫疾患
アポトーシスは免疫系の調節に活発な役割を果たしている。アポトーシスが正常に機能しているときには、中枢性と末梢性の免疫寛容によって自己抗原に対しては免疫無応答となる。アポトーシスに欠陥がある場合、自己免疫疾患の病態に寄与する可能性がある。自己免疫疾患である1型糖尿病では、T細胞の活性化誘導細胞死（AICD）の異常と末梢性免疫寛容の欠陥が引き起こされる。免疫系で最も重要な抗原提示細胞は樹状細胞であるため、その活性はアポトーシスなどの機構によって厳密に調節されなければならない。樹状細胞の寿命は抗アポトーシスタンパク質であるBcl-2に依存したタイマーによって部分的に制御されていることが示されている。

### その他
アポトーシスはさまざまな疾患の調節に重要な役割を果たす。例えば統合失調症は、アポトーシス促進タンパク質と抑制タンパク質の比率の異常が病因に関係している可能性がある。一部のエビデンスは、それがBcl-2の異常発現とカスパーゼ3の発現上昇によるものである可能性を示唆している。

## 診断における利用
Bcl-2に対する抗体は、免疫染色による抗原を含む細胞の同定に利用される。健康な組織では、これらの抗体はmantle zone（マントル層、帽状域）のB細胞や一部のT細胞と反応する。しかし、濾胞性リンパ腫や他のがんでは陽性細胞が大きく増加する。生検時のBcl-2染色の有無は、患者の予後や再発可能性の判断に重要となる場合もある。

## 標的治療
Bcl-2を標的とした選択的阻害剤が開発されており、現在臨床利用が行われている。

### オブリメルセン
オブリメルセン（G3139）は、Genta社によって開発されたBcl-2を標的としたアンチセンス医薬品（アンチセンスオリゴヌクレオチド）である。DNAまたはRNAのアンチセンス鎖は、コーディング鎖（RNAやタンパク質の産生の鋳型となる鎖）に対して相補的な鎖である。アンチセンス医薬品はmRNAとハイブリダイゼーションを行う短いRNA配列で、mRNAを不活性化してタンパク質の産生を防ぐ。
ヒトのリンパ腫細胞のt(14;18)転座による増殖は、Bcl-2のmRNAの開始コドン領域を標的としたアンチセンスRNAによって阻害される。In vitroでの研究によって、Bcl-2のmRNAの最初の6つのコドンに対して相補的なオブリメルセンが同定された。リンパ腫に対する第I/II相試験で良好な結果を残し、大規模第III相試験が2004年に開始された。2016年の段階で薬剤は承認されておらず、開発元は廃業している。

### ABT-737とナビトクラックス（ABT-263）
2000年代半ばに、アボット・ラボラトリーズはABT-737と呼ばれるBcl-2、Bcl-xL、Bcl-wに対する新規阻害薬を開発した。この化合物はBH3を模倣した低分子阻害薬で、これらのBcl-2ファミリータンパク質を標的とするが、A1やMcl-1は標的とはならない。ABT-737はBcl-2、Bcl-xL、Bcl-wに対してより高い親和性で結合する点でこれまでのBcl-2阻害剤よりも優れていた。In vitroでの研究によって、B細胞悪性腫瘍の患者由来の初代細胞はABT-737に対する感受性を示した。
動物モデルでは、ABT-737は生存率を改善し、腫瘍の退縮を引き起こし、高い割合でマウスを治癒した。患者由来の異種移植片を用いた臨床前研究では、ABT-737はリンパ腫や他の血液のがんの治療に効力を示した。ABT-737の薬理学的性質は臨床試験に適していなかったが、経口バイオアベイラビリティの高い誘導体ナビトクラックス（ABT-263）は小細胞肺がん細胞株に対して同様の活性を示し、臨床試験が開始された。ナビトクラックスに対する臨床反応は有望なものであったが、血小板でのBcl-xLの阻害のため、血小板減少症による用量制限毒性が治療中の患者で見られた。

### ベネトクラクス（ABT-199）
ナビトクラックスのBcl-xLの阻害による血小板減少症のため、アッヴィは選択性がきわめて高い阻害薬ベネトクラクス（ABT-199）の開発を行った。ベネトクラクスはBcl-2を阻害するが、Bcl-xLやBcl-wは阻害しない。慢性リンパ性白血病（CLL）の患者に対して、Bcl-2タンパク質の機能を遮断するようデザインされたBH3模倣薬であるベネトクラクスの効果を研究する臨床試験が行われた。良好な反応が報告され、血小板減少症はみられなかった。第III相試験は2015年12月に開始された。2016年4月、染色体の17pの欠失と関係したCLLに対する第二選択薬としてアメリカ食品医薬品局（FDA）によって承認された。これは、Bcl-2阻害薬としてFDAに承認された最初の薬剤である。2018年6月FDAは、第二選択薬としてではあるが、17p欠失の有無に関係なく、すべてのCLLと小リンパ球性リンパ腫へと承認を拡大した。

## 相互作用

アポトーシスに関与するシグナル伝達経路の概要

Bcl-2は次に挙げる因子と相互作用することが示されている。
- BAK1[35][36]
- BCAP31（英語版）[37]
- BCL2L1（英語版）[35][38]
- BCL2L11[39][40][41]
- BECN1（英語版）[42]
- BID（英語版）[39][43]
- BMF[44]
- BNIP2（英語版）[45][46]
- BNIP3（英語版）[46][47]
- BNIPL（英語版）[45][48]
- BAD[39][49]
- BAX[35][50][51][52]
- BIK（英語版）[39][53]
- RAF1[54]
- CAPN2（英語版）[55]
- CASP8[56][57]
- CDK1[58][59]
- HRK（英語版）[39][60]
- IRS1[61]
- Myc[62]
- NR4A1（英語版）[35]
- PMAIP1（英語版）[39][63]
- PPP2CA（英語版）[64]
- PSEN1[65]
- RAD9A（英語版）[50]
- RRAS（英語版）[66]
- RTN4（英語版）[67]
- SMN1（英語版）[68]
- SOD1（英語版）[69]
- TP53BP2（英語版）[70]